# Pilea peperomioides
Pilea peperomioides (pilea pepřincová) je stálezelená rostlina z čeledi kopřivovité (Urticaceae) pocházející z provincie Yunnan v jižní Číně. Dorůstá asi 30 cm na výšku i na šířku, je to vzpřímený sukulent s kulatými, tmavě zelenými listy na dlouhém řapíku. Dokonalé kulaté listy připomínají penízky či palačinky, je proto také známá jako tzv. Chinese money plant nebo palačinková rostlina.

## Objev a domestikace
Přestože P. peperomioides byla poprvé objevena Georgem Forrestem v roce 1906 a poté znovu v roce 1910 v horách oblasti Cang provincie Jün-nan, byla na čas zcela zapomenuta, aby v roce 1945 byla znovuobjevena norským misionářem Agnarem Edpegrenem v provincii Jün-nan. Espegren si přivezl zpět do Norska rostlinu jako suvenýr a od roku 1946 se rostlina šířila mezi skandinávskými amatérskými pěstiteli. Podle misionáře Espegrena se rostlině někdy říká Misionářská rostlina.
P. peperomioides je příklad rostliny, která se šířila díky amatérským pěstitelům, aniž by byla blíže známa botanikům. Její skutečný původ a identita byla definitivně stanovena až v 80. letech. První fotografie rostliny byla publikována až v Kew magazínu v roce 1984.
Rostlina snáší dobře interiérové podmínky a je pěstována jako pokojová rostlina.

## Ekologie
Rostlině vyhovují stanoviště s nepřímým, rozptýleným světlem, a teplé (ne však příliš horké) prostředí s občasnými srážkami. Je proto vhodným kandidátem na pokojovou rostlinu, vyžadující jen občasné zalévání nebo rosení. Množí se ponejvíce vegetativně, v přirozeném prostředí odnoži z oddenků, při pokojovém pěstování též řízkováním. Kořenový systém je prostorově náročný (proto jako pokojová rostlina potřebuje větší květináč) a stonek roste bez větvení vzhůru, přičemž nižší listy, mající méně světla, rychle žloutnou, schnou a opadávají, takže stonek zůstává ve spodní části holý.

## Galerie

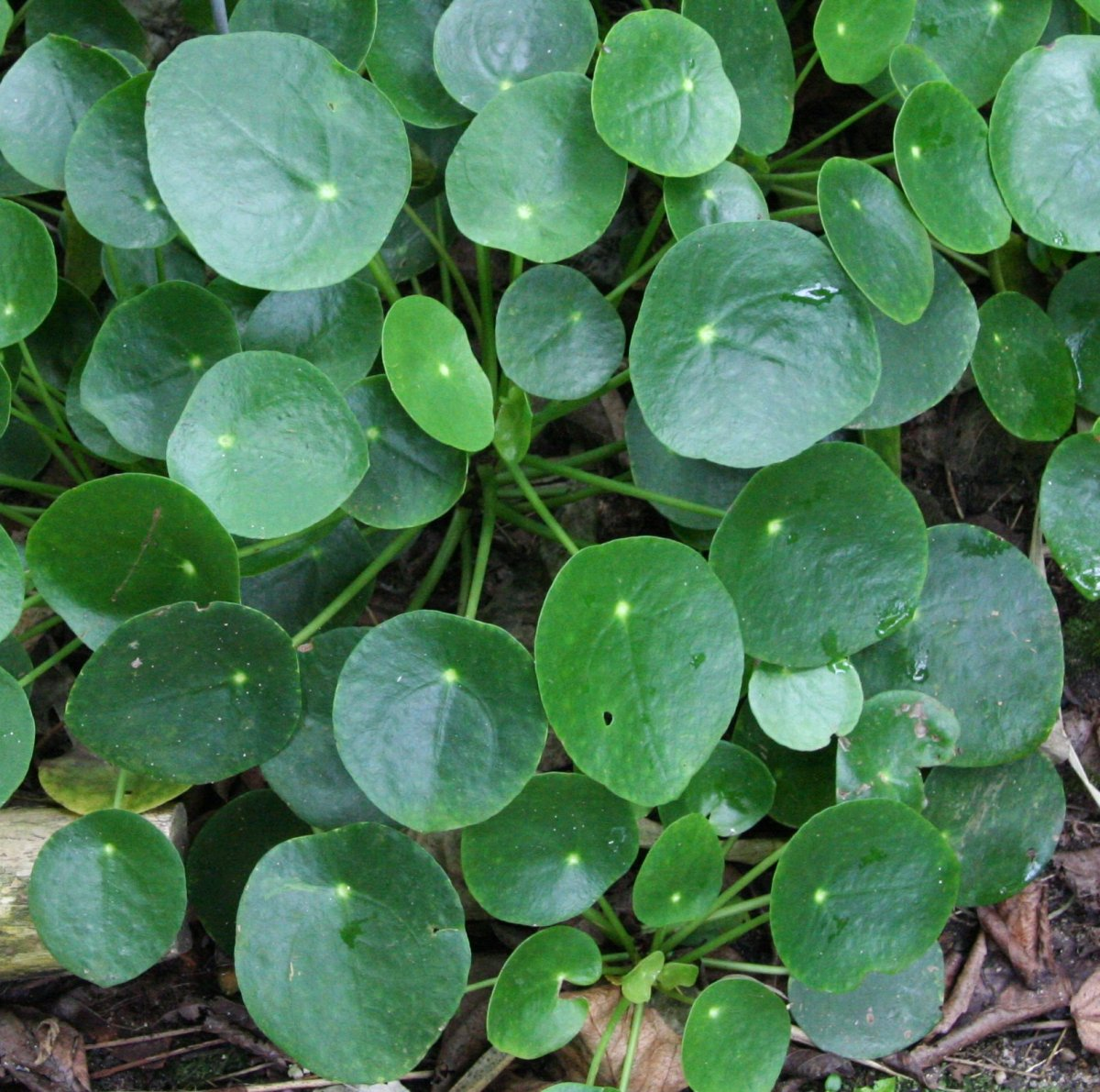
Typickým znakem rostliny jsou "penízkovité" listy
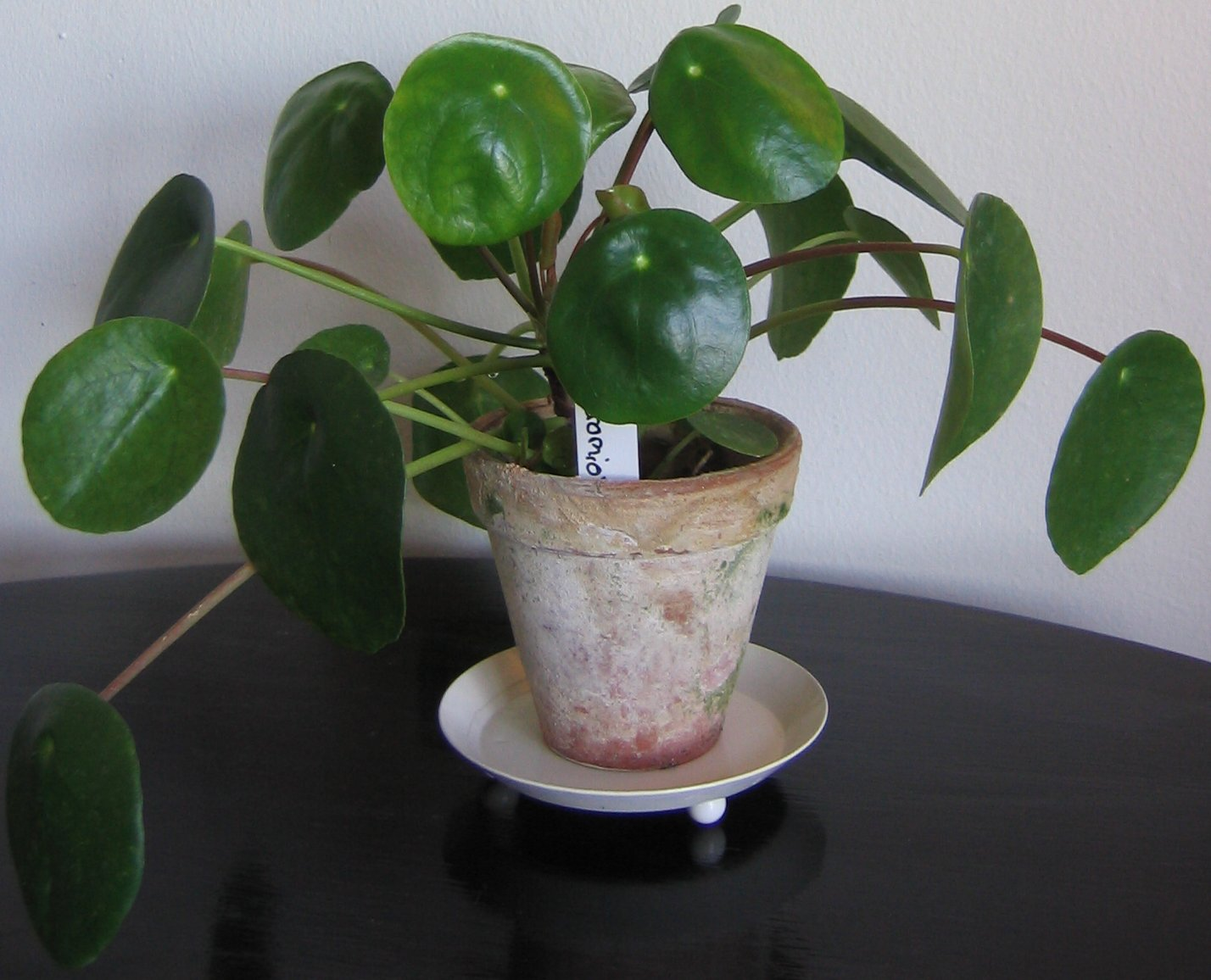
Pilea peperomioides jako pokojová rostlina
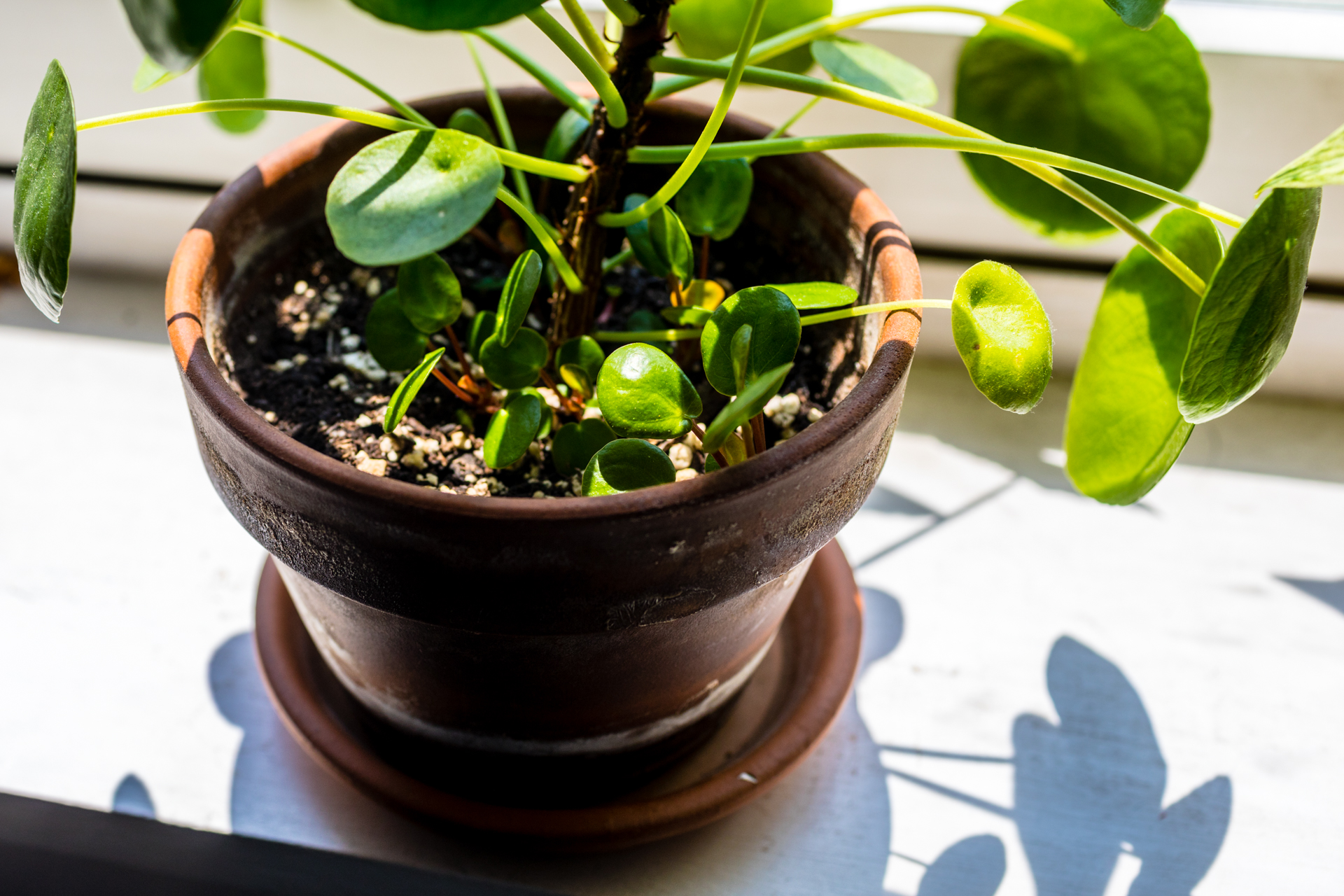
Pilea peperomiodes s nově rostoucími rostlinkami (miminky).